# Snyltsmalmyra
Snyltsmalmyra (Doronomyrmex kutteri) är en myrart som först beskrevs av Alfred Buschinger 1966.  I den svenska databasen Dyntaxa används istället namnet Leptothorax kutteri. Enligt Catalogue of Life ingår snyltsmalmyra i släktet Doronomyrmex och familjen myror, men enligt Dyntaxa är tillhörigheten istället släktet smalmyror och familjen myror. IUCN kategoriserar arten globalt som sårbar. Arten är reproducerande i Sverige. Inga underarter finns listade i Catalogue of Life.